# Parque nacional Mebbin

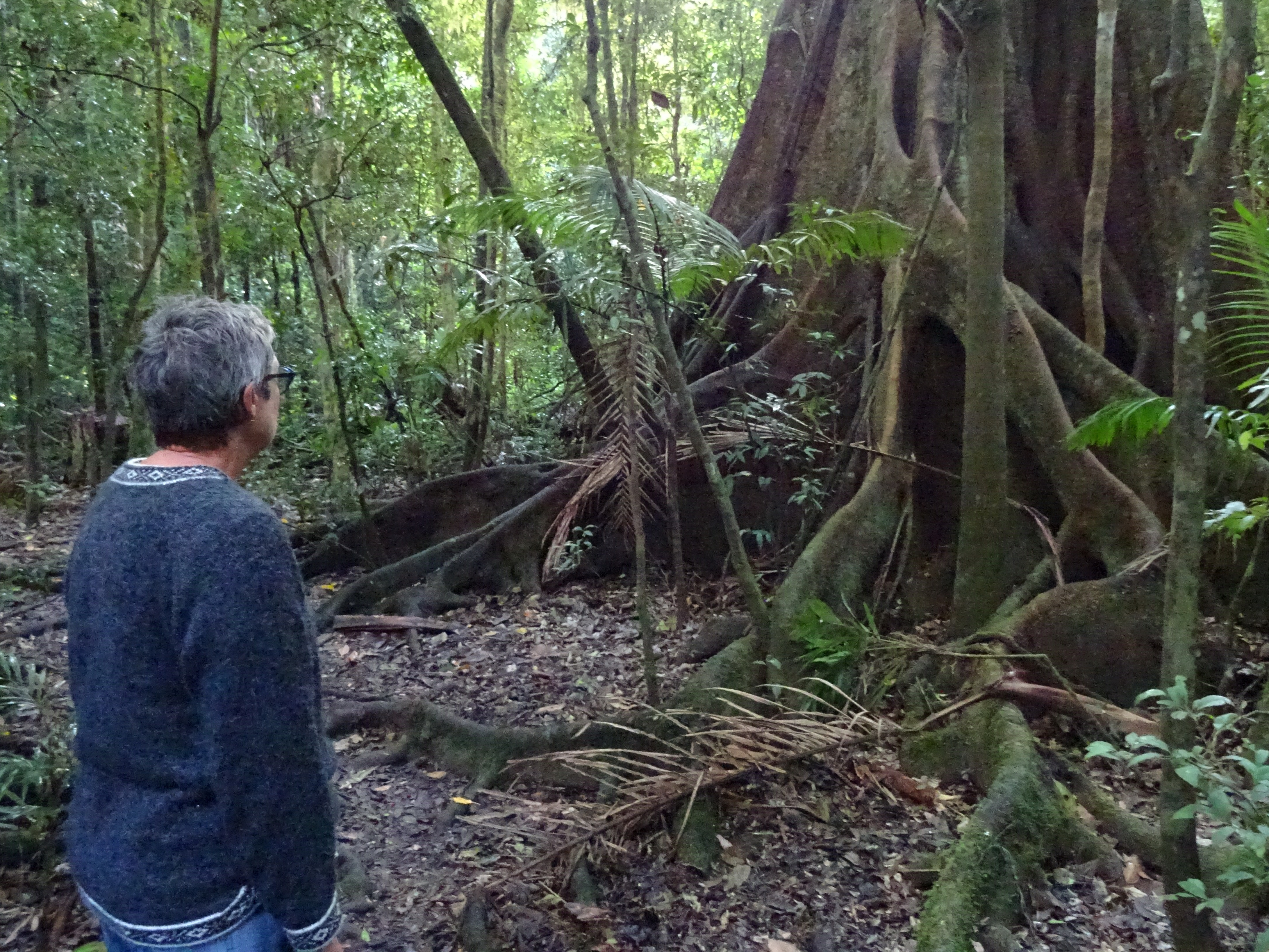
Parque nacional Mebbin.

El Parque Nacional Mebbin es un parque nacional en Nueva Gales del Sur (Australia), ubicado a 633 km al norte de Sídney.

## Ficha
- Área: 38 km²
- Coordenadas: 28°26′49″S 153°10′13″E / -28.44694, 153.17028
- Fecha de Creación: 1 de enero de 1999
- Administración: Servicio Para la Vida Salvaje y los Parques Nacionales de Nueva Gales del Sur
- Categoría IUCN: II